# Stellaria ciliatisepala
Stellaria ciliatisepala là loài thực vật có hoa thuộc họ Cẩm chướng. Loài này được Trautv. miêu tả khoa học đầu tiên năm 1856.